# Michelle Belegrin
Michelle Belegrin é uma atriz e modelo estadunidense, mais conhecida por seu trabalho na telenovela Desire. Fez campanhas para Marie Claire, ELLE e Fashion Quarterly.

## Filmografia

### Cinema
- 2009 Project Solitude como Priscella
- 2008 Red 71 como Lorain
- 2008 Blood and Bone como Angela
- 2006 Potheads: The Movie como Sra. J. Johnson

### Televisão
- 2006 Desire como Andrea Zavatti
- 2006 Kitchen Confidential como Juliette